# Taurirt (Maroko)
Taurirt  (arab. تاوريرت, Tāwrīrt; berb. ⵜⴰⵡⵔⵉⵔⵜ, Tawrirt; fr. Taourirt) – miasto w północno-wschodnim Maroku, w regionie Regionie Wschodnim, siedziba administracyjna prowincji Taurirt. W 2004 roku liczyło ok. 80 tys. mieszkańców. Miasto jest ważnym węzłem transportowym.
Po najeźcie Marynidów w XII wieku miejscowość otrzymała nazwę Taurirt. Położone na skrzyżowaniu szlaku Fez-Wadżda i szlaku prowadzącym z Sidżilmasy do Europy miasto było nękane długimi wojnami dynastycznymi w XIII i XIV wieku. Następnie miejscowość przemianowano na Kasba Maulaj Isma’il na cześć sułtana Maulaja Isma’ila, który obwarował ją murami.
W XIX wieku miasto rozwijało się dzięki działalności handlowej i eksploatacji pobliskich złóż żelaza, cynku, ołowiu i fluoru.